# Benjamin Harrison
Benjamin Harrison VI., ameriški odvetnik, general in politik, * 20. avgust 1833, North Bend, Ohio, † 13. marec 1901, Indianapolis, Indiana.
Harrison je bil 23. predsednik ZDA (4. marec 1889–3. marec 1893) in senator ZDA iz Indiane (4. marec 1881–3. marec 1887).
Njegov stari oče, William Henry Harrison, je bil 9. predsednik ZDA.